# Pussy против Путина
«Pussy про́тив Пу́тина» (англ. Pussy versus Putin) — российский документальный фильм 2013 года, снятый режиссёрским дуэтом Gogol’s Wives (Таисия Круговых и Василий Богатов). В фильме представлены фрагменты видеозаписей, сделанных во время нескольких акций панк-группы Pussy Riot и подготовок к ним, материал снят «изнутри», так как авторы хорошо знакомы с участницами группы. В 2013 году картина получила награду за «Лучший документальный фильм средней продолжительности» и премию в 10 тысяч евро на Амстердамском международном кинофестивале документального кино.

## Особенности и сюжет
Фильм состоит практически только из документации и показывает акции Pussy Riot, подготовку к ним, задержания, а также действия сторонников и противников группы. Фильм также включает съёмки из-за решётки и из полицейских автозаков.
По отзыву организаторов Амстердамского кинофестиваля, фильм передаёт «мрачное состояние современной России, где анархия и консерватизм находятся в состоянии резкого антагонизма по отношению друг к другу». Не расставляя политических акцентов, создатели фильма лишь собрали события и расположили их в хронологической последовательности, предоставляя зрителю возможность самому сделать выводы.

Gogol’s wives не создали форматный биографический фильм, а смонтировали манифестационное высказывание, призванное максимально точно донести самое общее содержание деятельности Pussy Riot: бунт.— Анжелика Артюх, Денис Соловьёв-Фридман, «Искусство кино»
Съёмки материалов к фильму производились в реальном времени непосредственно участниками событий, что позволило сократить до минимума расстояние между героями фильма и аудиторией.

Авторам «Pussy versus Putin» удалось сделать то, к чему стремится не только прогрессивный (в правильном смысле слова) кинематограф, но прогрессивное (в том же смысле слова) искусство вообще. Им удалось подойти к зрителю на минимальное, почти несуществующее уже расстояние. Даже больше — им удалось подвести на такое расстояние к зрителю своих героев.
— Анна Наринская, Colta.ru

Кадры из фильма
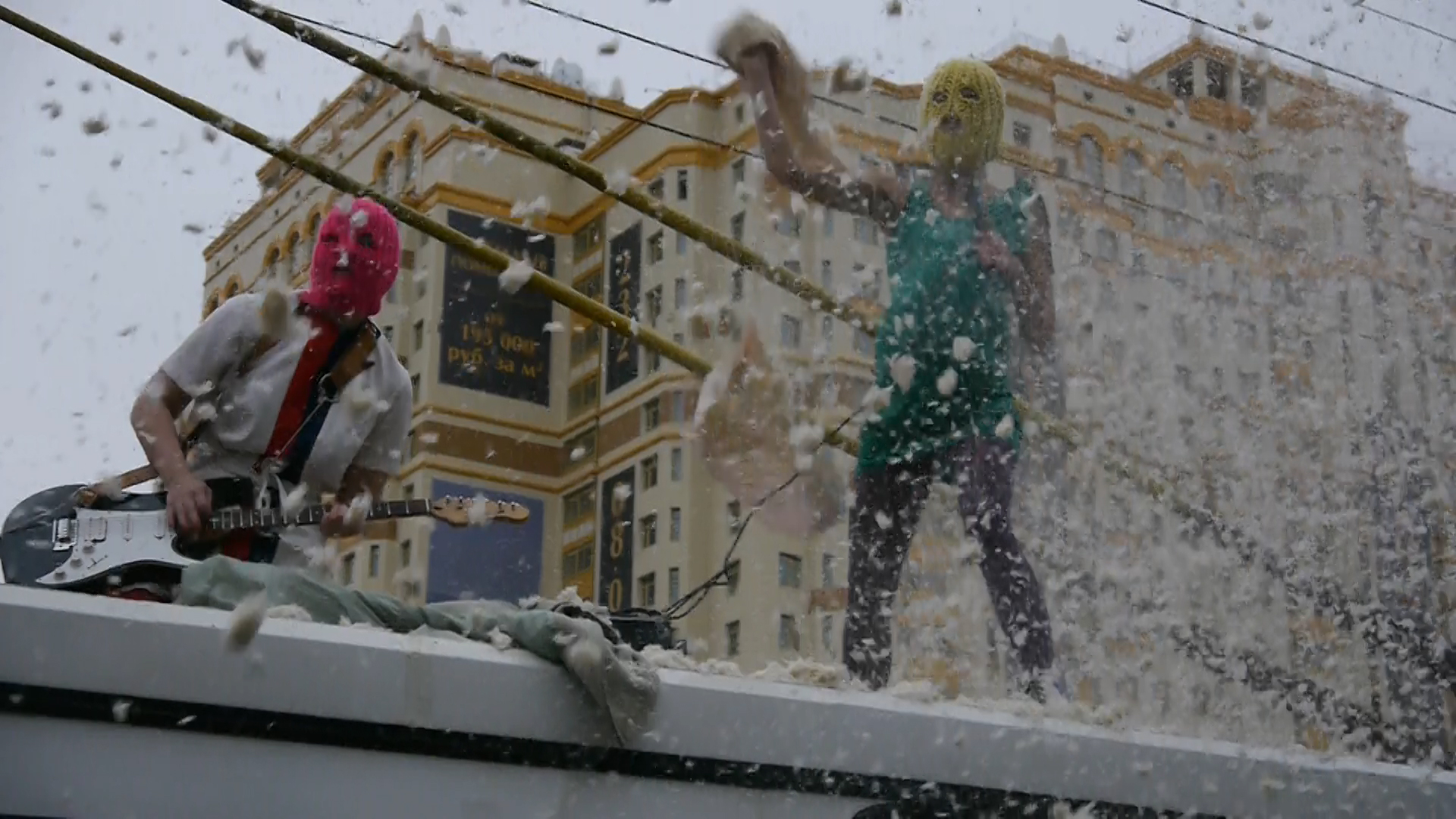
2011 — выступление Pussy Riot на крыше троллейбуса
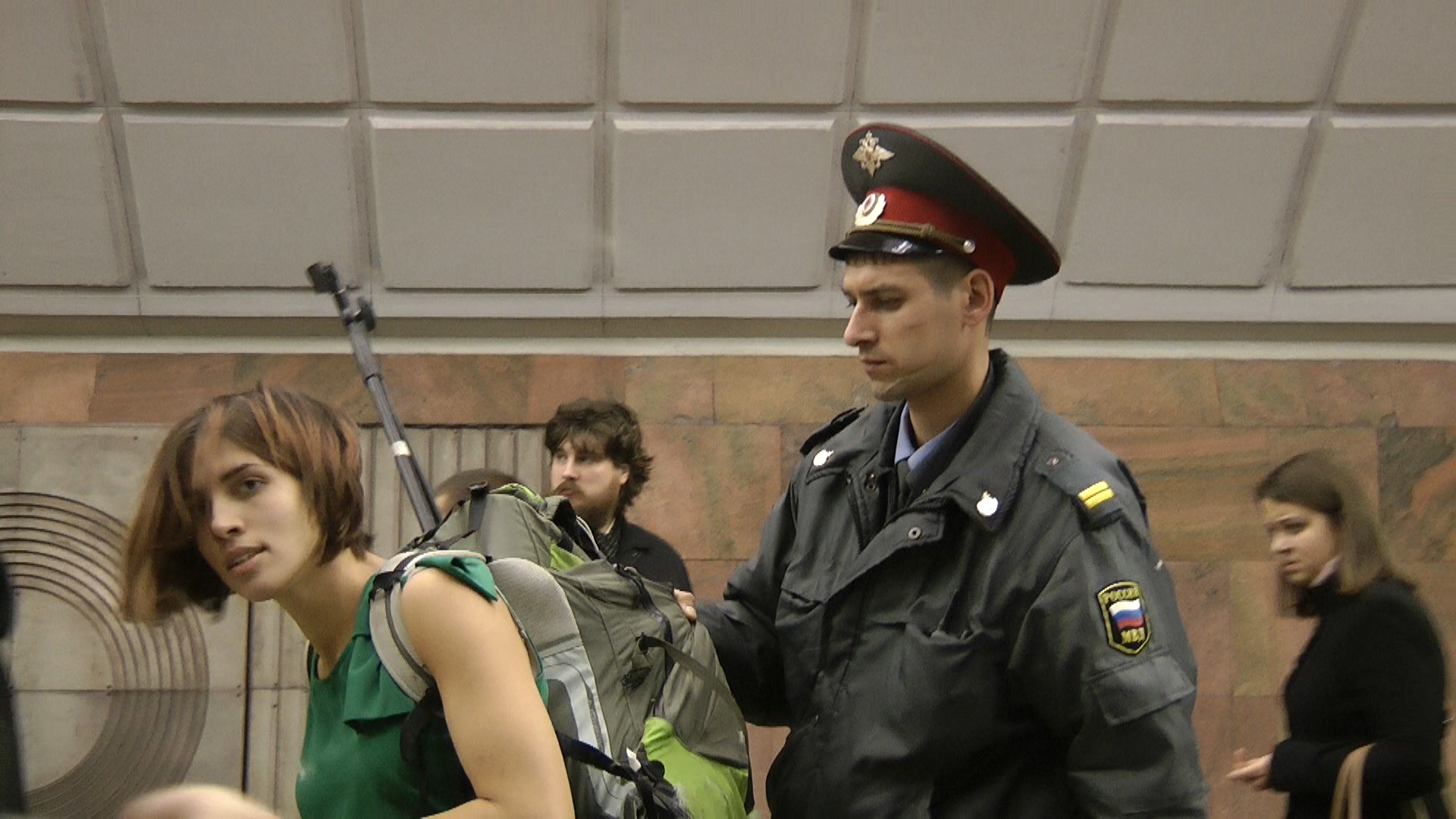
2011 — задержание Надежды Толоконниковой в метро
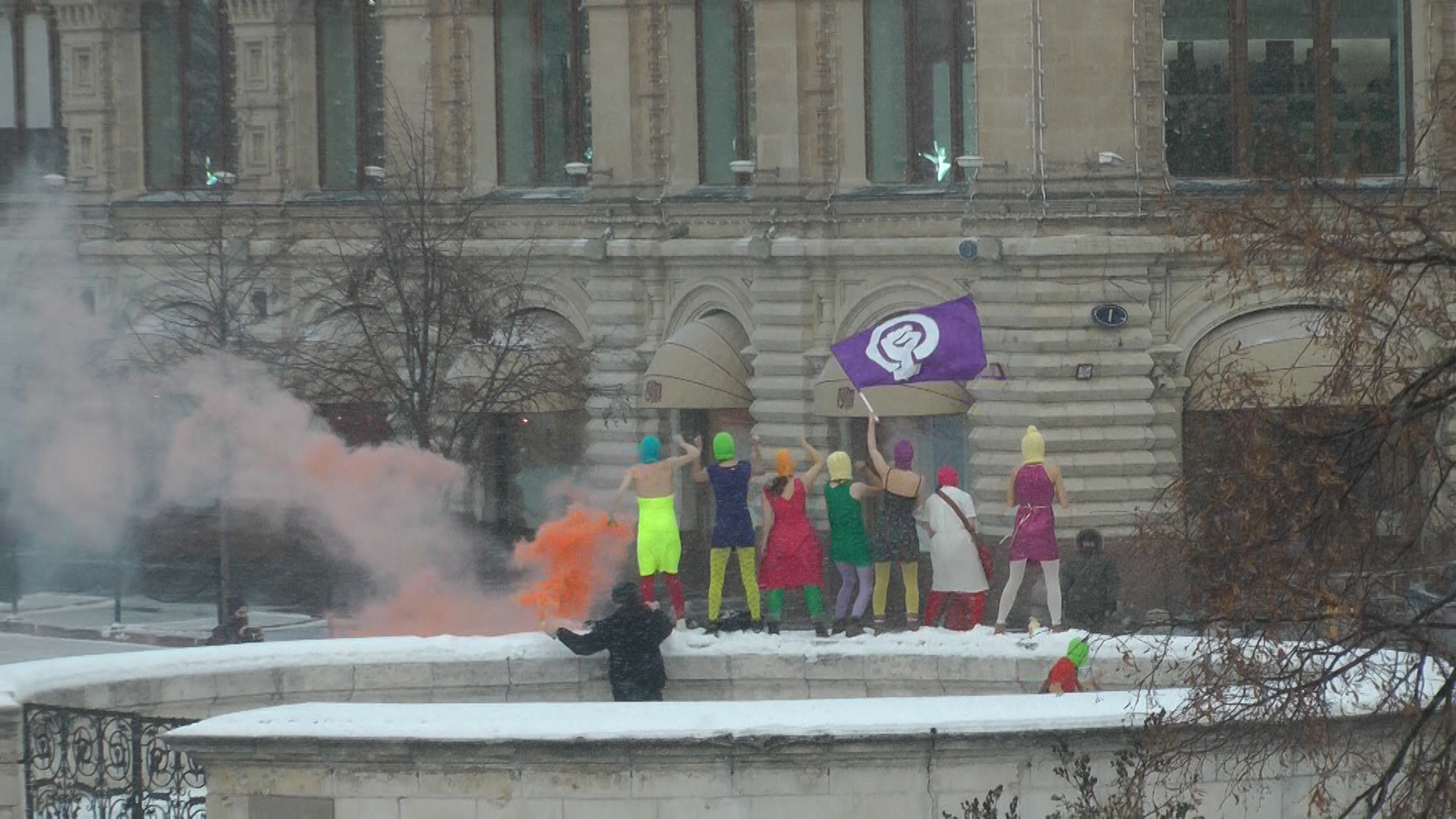
2012 — выступление Pussy Riot на Лобном месте

## Фестивали и показ за рубежом
«Pussy против Путина» широко демонстрировался за рубежом, в частности на международных фестивалях в Ричмонде (1 марта 2014 года), в Бергене (24 мая 2014 года), в Роттердаме (28 января 2015 года), на 37-м Гётеборгском кинофестивале (28 января 2014 года), в кинотеатрах Лос-Анджелеса (6 апреля 2014 года), на 38-м Международном ЛГБТ-кинофестивале в Сан-Франциско (28 июня 2014 года) и других.

## Показ в России
В России фильм планировался к показу в 2014 году в рамках Международного кинофестиваля «Послание к человеку», проходящего в Санкт-Петербурге. Дата показа несколько раз переносилась, а затем картина и вовсе оказалась запрещенa к просмотру: как сообщает один из режиссёров, показ отменило Министерство культуры РФ.